# 米德爾里弗 (明尼蘇達州)
米德爾里弗（英語：Middle River）是一個位於美國明尼蘇達州馬歇爾縣的城市。

## 人口
根據2020年美國人口普查的數據，米德爾里弗的面積為1.29平方千米，皆為陸地。當地共有人口304人，而人口密度為每平方千米236人。